# Monika Kukla
Monika Kukla (ur. 29 marca 1996) – polska sportowczyni niepełnosprawna, kajakarka, biathlonistka, biegaczka narciarska, ampfutbolistka. Paralimpijka z Pekinu (2022) i Paryża (2024), brązowa medalistka Mistrzostw Świata w Amp Futbolu 2024.
Od 2021 roku uprawia amp futbol, jest reprezentantką Polski. We wrześniu 2024 roku zdobyła bramkę w wygranym spotkaniu towarzyskim przeciwko reprezentacji Anglii podczas Amp Futbol Cup 2024. Podczas rozgrywanej w listopadzie 2024 roku pierwszej edycji amputbolowych mistrzostw świata kobiet strzeliła cztery bramki (była najskuteczniejszą polską zawodniczką), przyczyniając się do zdobycia przez Polskę brązowego medalu podczas tej imprezy. W Amp Futbol Ekstraklasie reprezentowała barwy Warty Poznań (2021-2023, jako pierwsza kobieta w lidze) oraz Stali Rzeszów (od 2024).

## Osiągnięcia

### Kajakarstwo
- Mistrzostwa Świata(inne języki), Szeged, 2024:
  - 10. miejsce w kat. VL3 (1. miejsce w finale B), kwalifikacja na Igrzyska Paralimpijskie[4]
- Letnie Igrzyska Paralimpijskie. Paryż 2024:
  - 8. miejsce w kat. VL3[5]

### Biathlon
- Zimowe Igrzyska Paraolimpijskie, Pekin 2022:
  - 11. miejsce w biegu na 6 km w kat. osób siedzących
  - 10. miejsce w biegu na 10 km w kat. osób siedzących
  - 10. miejsce w biegu na 12,5 km w kat. osób siedzących

### Biegi narciarskie
- Zimowe Igrzyska Paraolimpijskie, Pekin 2022:
  - 11. miejsce na 7,5 km stylem dowolnym w kat. osób siedzących[6]
  - 13. miejsce w sprincie (1,5 km) stylem dowolnym w kat. osób siedzących
  - 11. miejsce w sztafecie (4×2,5 km)

### Amp futbol
- Mistrzostwa Świata w Amp Futbolu, Barranquilla 2024:
  -  3. miejsce[7]